# Arado Ar 67
Die Arado Ar 67 war ein einsitziges deutsches Doppeldeckerversuchsjagdflugzeug der Arado Flugzeugwerke mit offenem Cockpit.

## Entwicklung
Entwickelt wurde das Flugzeug ab dem 1. September 1932 von Walter Blume auf Basis der Arado Ar 65 als Versuchsträger für den Rolls-Royce-Kestrel-Motor mit 640 PS. Der Aufbau wurde weitgehend von der Ar 65 übernommen, war kleiner und leichter, ansonsten aber lediglich im Detail verändert. So wurde das Höhenleitwerk hinter das Seitenleitwerk verlegt, was die Trudelsicherheit erhöhte. Diese Anordnung war für alle folgenden einmotorigen Arado-Modelle typisch und wurde konsequent bis zur Arado Ar 231 beibehalten. Eine Attrappe wurde noch 1932 vollendet und am 16. Dezember besichtigt. Der Bau des Prototyps verzögerte sich, da die Tauglichkeitsmachung der Ar 66 zur Serienreife vorrangig verfolgt wurde. Am 1. Juli 1933 flog die einzige gefertigte Ar 67 mit der Werknummer 80 erstmals. Da die Flugleistungen hinter den Erwartungen zurückblieben, insbesondere, weil der Kestrel-Motor nicht die angegebene Leistung erbrachte, wurde die Entwicklung mit schon auf den Nachfolger Ar 68 gerichtetem Blick nicht weiter verfolgt. Nach dem Ende der Erprobung kam das als D–IBIK zugelassene Flugzeug am 6. Dezember 1934 zur Erprobungsstelle Rechlin, wo es noch bis mindestens Mitte 1936 als Versuchsträger für Triebwerke und Verstellluftschrauben diente.

## Aufbau
Der Rumpf der Ar 67 bestand aus einem rechteckigen, geschweißten Stahlrohrgerüst mit ovalem Querschnitt. Die Motoraufhängung aus Stahlrohren war bis zum dahinter liegenden Brandschott mit Leichtmetallblechen verkleidet, der übrige Rumpf mit Stoff bespannt. Die gestaffelt angeordneten Tragflächen besaßen zwei Kastenholme und waren aus Holz hergestellt. Der dreiteilige Oberflügel verfügte über Querruder, der zweiteilige Unterflügel über Wölbklappen. Beide waren durch N-Stiele miteinander sowie das Mittelstück des Oberflügels mit dem Rumpf verbunden. Das Leitwerk wurde aus stoffbespannten Leichtmetallgerüsten gebildet. Die Seitenflosse befand sich vor der abgestrebten Höhenflosse. Seiten- und Höhenruder besaßen einen Hornausgleich, letzteres zusätzlich noch Flettner-Ruder. Das Hauptfahrwerk ohne durchgehende Achse war aerodynamisch verkleidet. Am Heck befand sich ein Schleifsporn.

## Technische Daten
| Kenngröße                | Daten der Arado Ar 67 A                           |
| ------------------------ | ------------------------------------------------- |
| Besatzung                | 1 Pilot                                           |
| Länge                    | 7,90 m                                            |
| Spannweite               | 9,68 m (oben) 9,41 m (unten)                      |
| Höhe                     | 3,10 m                                            |
| Flügelfläche             | 25,47 m²                                          |
| Flügelstreckung          | 3,7                                               |
| Flächenbelastung         | 66,2 kg/m²                                        |
| Leistungsbelastung       | 2,70 kg/PS                                        |
| Leermasse                | 1270 kg                                           |
| Zuladung                 | 390 kg                                            |
| max. Startmasse          | 1660 kg                                           |
| Triebwerk                | 1 × Rolls-Royce Kestrel VI                        |
| Kampf- und Steigleistung | 640 PS (471 kW) in 4270 m Höhe bei 2500/min       |
| Höchstgeschwindigkeit    | 294 km/h in 2370 m Höhe 340 km/h in 3770 m Höhe   |
| Marschgeschwindigkeit    | 290 km/h                                          |
| Landegeschwindigkeit     | 95 km/h                                           |
| Steigzeit                | 1,30 min auf 1000 m Höhe 9,30 min auf 5000 m Höhe |
| Dienstgipfelhöhe         | 9300 m                                            |
| Bewaffnung               | 2 × 7,9-mm-MG 17                                  |